# Estar lejos
«Estar Lejos» es  una canción interpretada por el cantante y compositor colombiano Fonseca y el músico estadounidense Willie Colón. Al comienzo fue lanzada como sencillo promocional de la reedición de su tercer álbum Gratitud (2008) el 18 de diciembre de 2009 en los Estados Unidos, más tarde debido al gran éxito en su país natal fue lanzada como cuarto sencillo el 31 de diciembre de 2010. La canción fue nominada en la categoría como "Mejor Canción Tropical" en los Premios Grammy Latinos 2010, pero perdió siendo "Bachata en Fukuoka" la ganadora en esta categoría.

## Información de la canción
La canción fue escrita  y compuesta en su totalidad por Fonseca. Durante una entrevista el habló acerca de la canción "Está hecho con mi estilo, pero es un bolero al fin y al cabo. Es la primera vez que escribo un bolero y allí lo vamos a estrenar".
El vídeo oficial de la canción fue filmado en la ciudad de Nueva York, lugar donde reside Willie Colón, en él se pueden ver tomas de distintas partes de la ciudad a diferentes horas, de los cantantes recorriendo la urbe y escenas que ocurren durante la grabación de la misma. El videoclip se encuentra en formato blanco y negro, en el canal oficial del cantautor colombiano.
En noviembre de 2009 Fonseca ofreció un concierto en vivo transmitido por el canal de música latina HTV donde tuvo la oportunidad de interpretar doce canciones. Una de esas fue "Estar Lejos", siendo la primera vez en interpretar la canción en público. En una entrevista explicó el contenido lírico de la canción y la inspiración que nació de una situación artística que tuvo: "En esta profesión uno viaja constantemente y aunque me gozo cada paso que doy, a veces estar lejos también me hace daño, dice".

## Formatos
| Descarga digital — Estados Unidos |               |          |  |
| N.º                               | Título        | Duración |  |
| 1.                                | «Estar Lejos» | 4:01     |  |

## Historial de lanzamientos
| Región         | Fecha                   | Formato          | Discografía              |
| -------------- | ----------------------- | ---------------- | ------------------------ |
| Estados Unidos | 18 de diciembre de 2009 | Descarga digital | Sony Music Entertainment |
| Colombia       | 30 de diciembre de 2010 | Descarga digital | Sony Music Entertainment |